# Golem (zdravotnický modul)

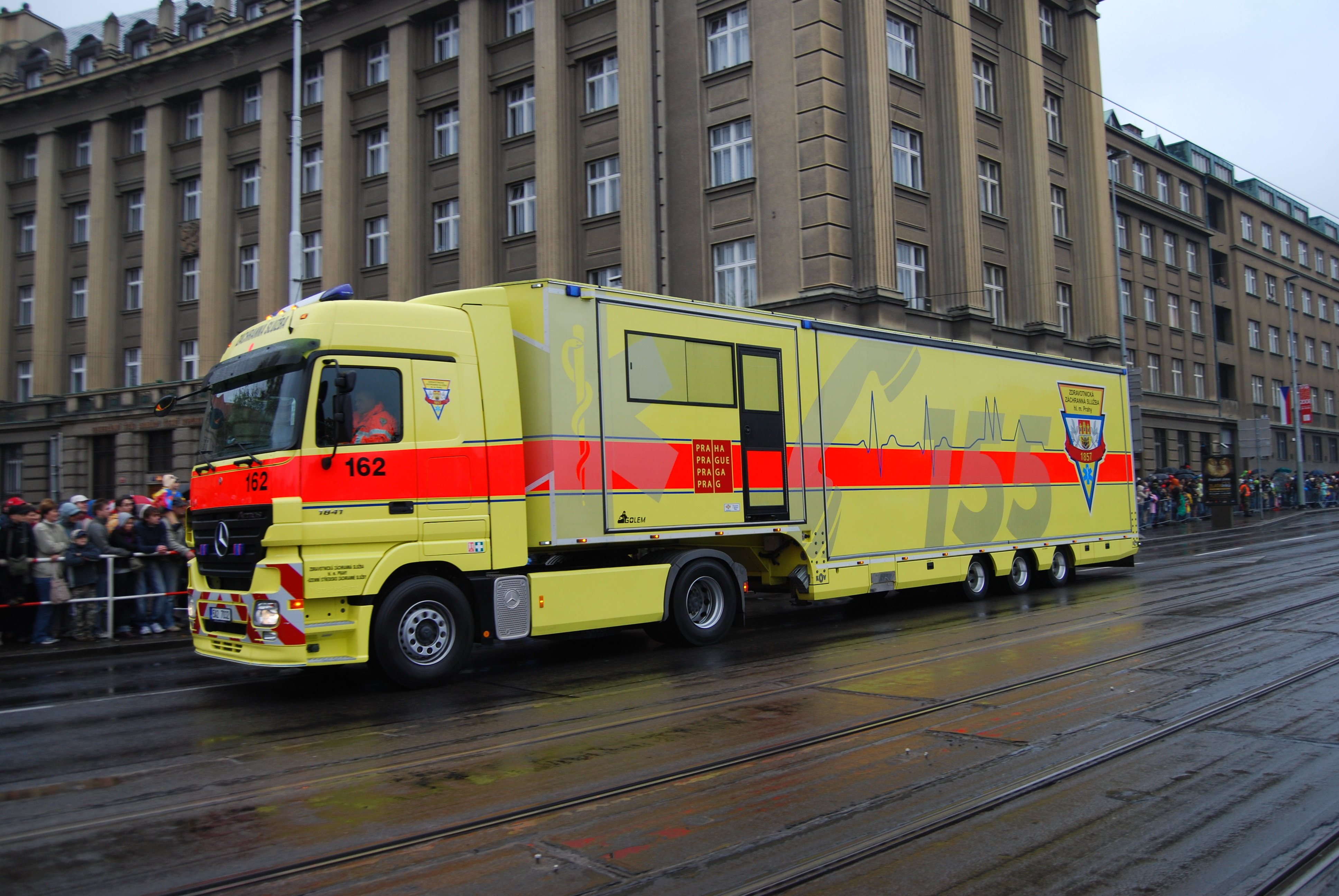
Vozidlo při vojenské přehlídce v Praze při výročí 90 let od založení Československa

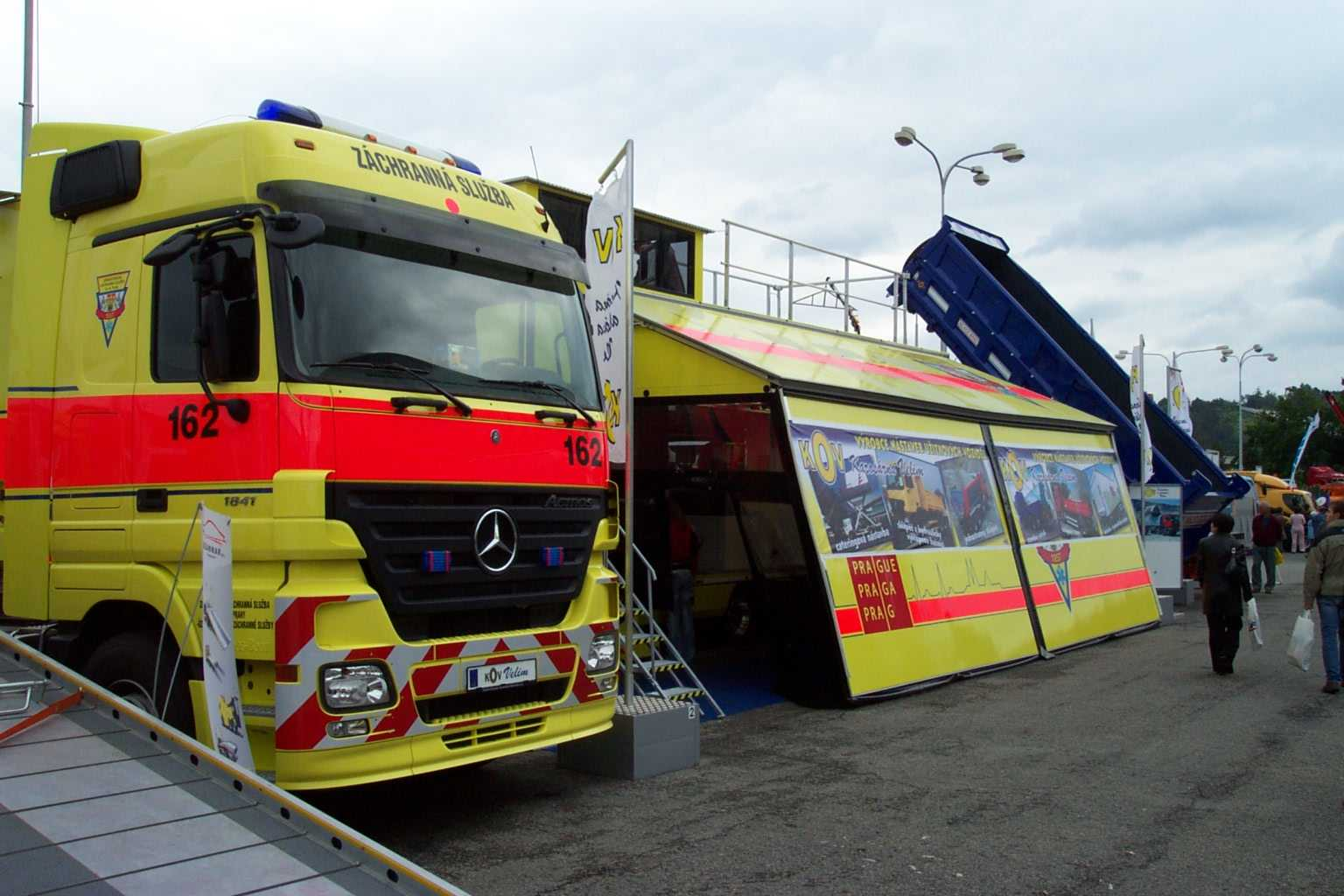
Zdravotnický modul na stánku KOV Velim na veletrhu Autotec

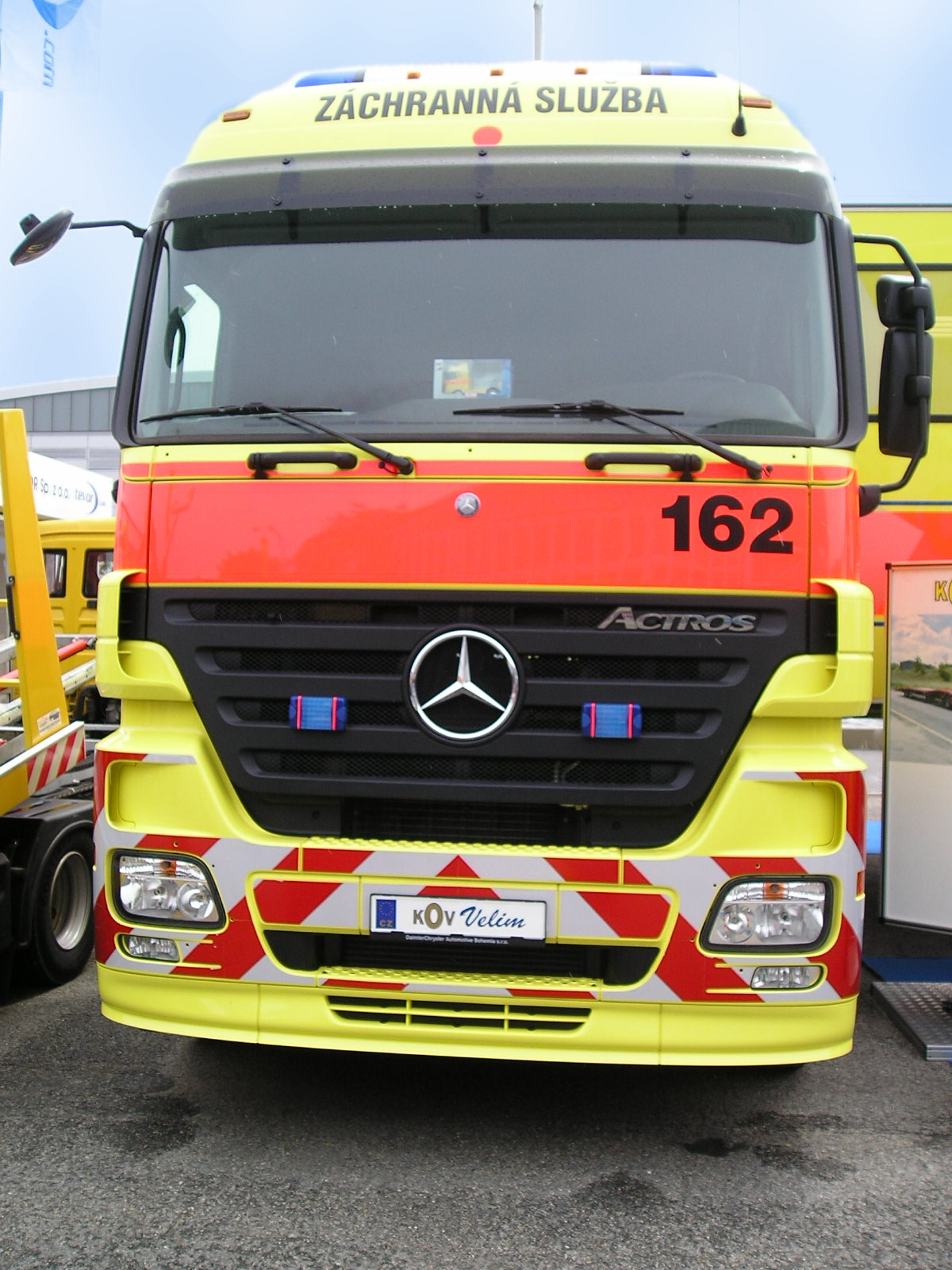
Tahač zdravotnického modulu

Golem je speciální zdravotnický modul, vůz vyrobený firmou KOV Velim pro Zdravotnickou záchrannou službu hlavního města Prahy. Záchranáři jej mají k dispozici od roku 2006. Jako druh zdravotnické nástavby pro hromadná neštěstí není zařazen mezi žádnou z tříd sanitních vozidel. Tento modul je schopen zasahovat u zranění většího počtu lidí a po svém „rozbalení“ je schopen pojmout až 12 těžce zraněných na lůžkách s kyslíkovými přípojkami a množství dalších lehce zraněných. Jde o český vynález, který nemá ve světě obdoby. Modul obsahuje štábní a dispečerské pracoviště, dále pak strojovnu, sociální zařízení pro záchranáře včetně sprchy, úložný prostor a především třídicí pracoviště.
Od roku 2020 má Golem výkonnější tahač. V roce 2022 byl celkově zmodernizován.

## Prostory

### Štábní pracoviště
Štábní pracoviště slouží primárně jako prostor pro koordinaci práce jednotlivých složek integrovaného záchranného systému na místě zásahu a nachází se uvnitř, pod dispečerským pracovištěm.

### Dispečerské pracoviště
Dispečerské pracoviště je umístěno ve výsuvné prosklené části na střeše modulu a slouží pro řízení provozu na místě zásahu a třídění zraněných a jejich převozu do zdravotnických zařízení. Obsahuje zařízení pro dvojici operátorek. Zároveň má odtud vedoucí zásahu vizuální přehled o situaci na místě zásahu a díky výpočetní a komunikační technice může sledovat i stav volných míst v okolních nemocnicích a hlášení hasičů či policie.

### Třídicí prostor
Třídicí prostor se nachází pod výsuvnými bočnicemi návěsu a slouží jako prostor pro třídění obětí neštěstí, prvotní zajištění jejich životních funkcí a ošetření na místě zásahu před přesunem do zdravotnických zařízení. Je vybaveno dvanácti přípojnými místy na rozvody medicinálního kyslíku a potřebnými prostředky pro práci zdravotnického personálu na místě zásahu.

### Strojovna
Strojovna obsahuje mimo vlastní elektrický agregát také topení, klimatizační jednotku, elektrorozvaděče a především zásobníky potřebných médií. Jde o nádrž na 600 l nafty, dále pak nádrže na 800 l čisté a 1200 l odpadní vody a nádrž na kyslík. Po modulu je rozvedena elektřina o napětí 12, 24, 230 a 400 V.

## Dostupnost
Vůz i s řidičem je v pohotovosti 24 hodin denně. Na místo zásahu se dostane po předem naplánovaných trasách. Modul zvládne uvést do stavu použitelnosti jeden člověk během chvíle. Na místě zásahu je díky tomu k dispozici zázemí, veškerá potřebná technika, lékařské přístroje a zásoby zdravotnického materiálu, vody a kyslíku.

## Užívání
Golem nejčastěji zasahuje na silvestra, kvůli častým zraněním, které jsou spjaté s oslavami nového roku. Zasahoval také u výbuchu v Divadelní ulici v roce 2013. V červnu 2021 vyslala Praha Golem společně s velkokapacitním vozem Fénix do Hodonína, kudy se několik hodin předtím přehnala extrémně silná bouře včetně tornáda.  V červenci 2022 byl vyslán do Hřenska na Děčínsku, kde v jeho okolí hořelo rozsáhlé území národního parku České Švýcarsko. Modul zde sloužil jako technická podpora a zázemí pro zasahující hasiče.
V prosinci 2023 Golem zasahoval v Praze po střelbě na FF UK.